# Scapo

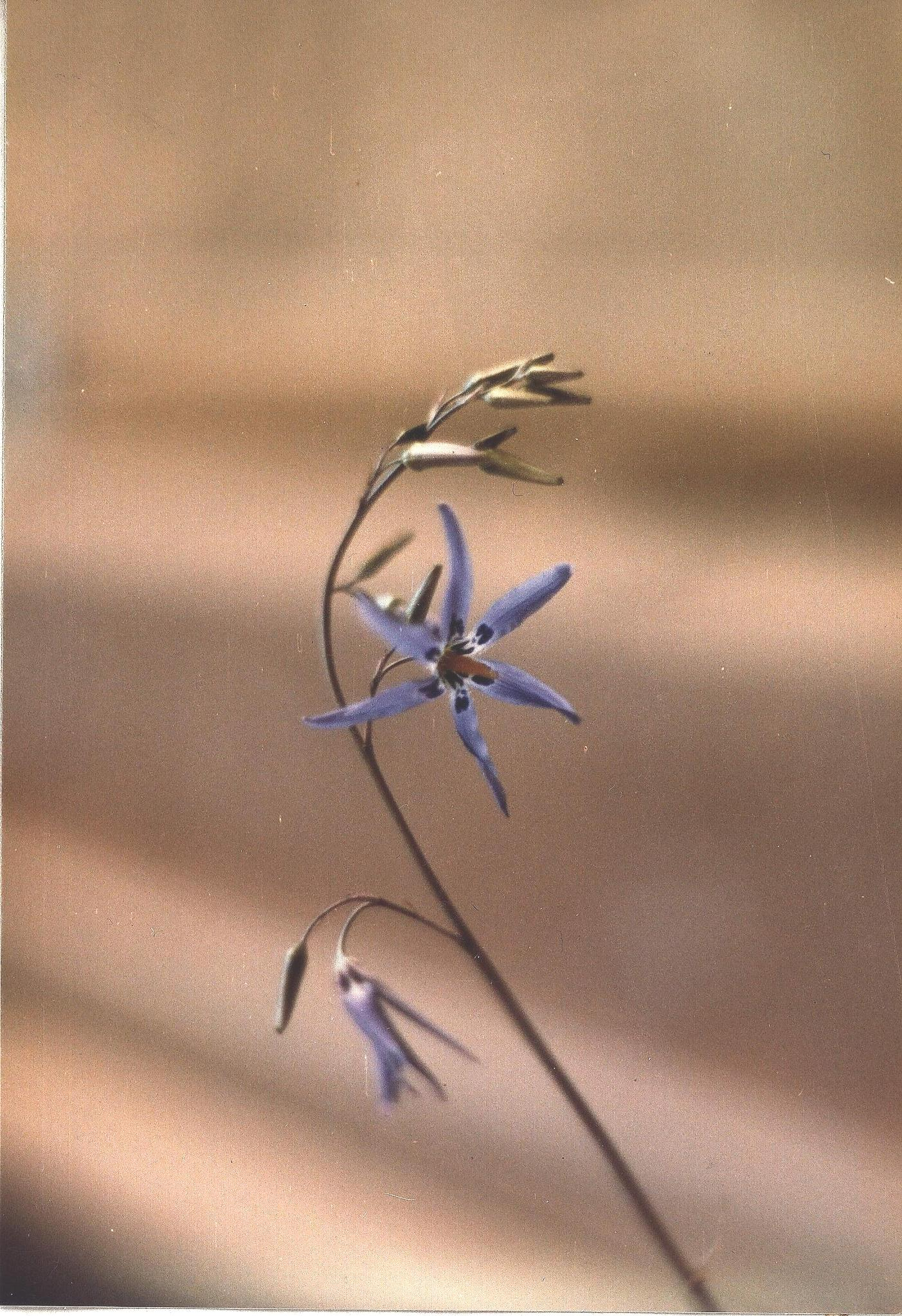
Scapo floreale.

In botanica (dal lat. scapus, tallo delle piante) lo scapo floreale è il tallo sprovvisto di foglie e che presenta i fiori nell'apice. Gli scapi sono frequenti nelle liliopside, nel cui caso lo scapo nasce da un rizoma o bulbo.
Il termine è stato proposto da Linneo nel suo Philosophia botanica.
Le famiglie più rappresentative per quanto riguarda la formazione dello scapo floreale sono: Amaryllidaceae, Balsaminaceae, Liliaceae, Papaveraceae, Droseraceae, Violaceae e Bromeliaceae.